# International Friendship Exhibition
International Friendship Exhibition (koreanska: 국제친선전람관) är ett museum Myohyangbergen i provinsen  Norra Pyongan i Nordkorea.
Det är byggt i traditionell stil och invigdes den 26 augusti 1978. Museet har sex våningar och 120 rum och är delvis insprängt i berget. Det innehåller mer än 90 000 föremål som har skänkts till landets tidigare ledare Kim Il-sung och Kim Jong-il samt och hans mor Kim Jong-suk.
Gåvorna är ordnade efter land, med Sovjetunionen och Kina som de största givarna. 155 nationer har bidragit till samlingarna. De största föremålen i museet är två tågvagnar från Mao Zedong och Josef Stalin, ett Iljusjin Il-14 flygplan och flera Limousiner. Besökare lotsas genom ett urval av samlingarna av guider i nordkoreanska nationaldräkter.